# Fisktjärnen (Kalls socken, Jämtland, 706054-136998)
Fisktjärnen är en sjö i Åre kommun i Jämtland och ingår i Indalsälvens huvudavrinningsområde.